# 末梢神経障害
末梢神経障害（まっしょうしんけいしょうがい、英: Peripheral neuropathy）は、ときに神経障害（英: neuropathy）と短縮されることもあり、末梢神経の損傷、つまり脳や脊椎などの中枢から全身につながる神経の損傷である。症状は、損傷した神経(運動神経、感覚神経、自律神経)の種類によって異なる。症状には、筋肉の衰弱、けいれん、筋委縮、しびれ、神経障害性疼痛、平衡感覚の低下、暑さ対応障害、過剰な発汗、嚥下障害、などがあげられる。発症は数日から数年かかることがある。発症は肢や手から始まることが多い。
一般的みられる末梢神経障害の種類には、糖尿病性神経障害、アルコール性神経障害、 ギランバレー症候群、 手根管症候群、感覚異常、複合性局所疼痛症候群、などがあげられる。この他の原因には、外傷、血流不良、自己免疫疾患、腎臓や肝臓の障害、ビタミンB12欠乏症、ビタミンB6欠乏症、腫瘍随伴症候群、化学療法などに使用される薬剤、遺伝子疾患、帯状疱疹、ライム病、HIV/AIDSなどであるが原因が不明なままのケースもある。診断は、症状と検査に基づいておこなわれる。一般的に糖尿病、ビタミン、肝臓、甲状腺、腎臓の機能について血液検査がおこなわれ、同時に異常なたんぱく質の検査もおこなわれる場合がある。この他にも、神経伝導速度、 筋電図、神経生検などの検査がある。
根本的な原因に対処できれば、時間の経過とともに回復する可能性がある。この他の役立つ可能性のある対策には、禁煙、運動、血糖値のコントロールなどがあげられる。自己免疫疾患の場合は、プレドニゾロン、シクロスポリン、アザチオプリンなどの薬剤によって改善する可能性がある。血漿交換も役に立つ特定のケースもある。痛みの緩和には、ノルトリプチリン、デュロキセチン、ガバペンチンなどの薬剤が用いられる。
末梢神経障害は、約1％から7%の人が罹患する。糖尿病患者の多くて半数が罹患している。50歳を過ぎると一般的にみられる疾患である。この症状は1880年にジョセフ・ジュール・デジェリンによって明確に説明された。

## 関連
ニューロパチー